# プリムス・フューリー

フューリー（Fury）は、1956年から1978年までクライスラー社のプリムス部門によって販売された自動車である。
当時のプリムスのフラッグシップモデルであった。

## 初代（1956年-1961年）
フューリーはショールームへ客を呼び寄せるためのモデルとして企画され、1956年から販売が開始された。
エントリーモデルのブランドであったプリムスに、当時の趣向であった豪華なモデルをラインナップすることで従来とは異なる顧客層の集客を図る目的があった。
企画にちなみ、その名前の由来もローマ神話の女神「フリアイ（Furiae、ギリシャ神話のエリーニュス）」にインスパイアされた造語である。
プリムス・ベルベディアとは姉妹車であり基本的なコンポーネンツは共有しているが、2ドアハードトップのみのボディ、ボディカラーの制限など、プリムスのラインナップ上ではスペシャリティテイストの強いモデルであった。
現に、初期のフューリーにはオフホワイトで彩られたボディと、側面には金の装飾が施されており、従来のプリムスモデルに見られない派手さが特徴であった。
ラインナップは、2ドアハードトップ、4ドアハードトップ、セダン、ステーションワゴンと大幅なバリエーションで展開された。
1959年型のみ、スポーツ・フューリーという名のスポーツモデルが存在した。

## 2代目（1962年-1964年）
フューリーは1962年に2代目へと移行する。
それまで、フルサイズで販売されていたフューリーだったが、この2代目で小型化しインターミディエイトとよばれる中型車に変化した。
相変わらずプリムス・ベルベディアとは姉妹車であったが、基本的なコンポーネンツは共有しているが専用設計された強力なエンジンを搭載したプリムスのフラッグシップモデルとして発表された。
1962年中盤、1959年末に製造が中止されていたスポーツモデル、スポーツ・フューリーが再登場した。

## 3代目（1965年-1968年）
プリムスは1965年に3代目へ移行した。プラットフォームには新たにCプラットフォームが用いられ、インターミディエイトからフルサイズへ大型化した。
ラインナップはフューリーI、フューリーII、フューリーIIIとスポーツ・フューリーの4種で、バリエーションは多岐に渡った。
スポーツ･フューリーはシボレー・インパラのスポールモデル"SS"に対抗した値をつけられた。
フューリーIは非常に簡素なエントリーモデルでその多くが警察、タクシー市場に展開された。
フューリーIIはベーシックモデルの性格が与えられ、フューリーIIIがその二つの上に立つ上質な性格が与えられていた。
多くの上級モデルのフューリーIIIとスポーツ・フューリーはオプション（例えばオートマチックトランスミッション、パワーステアリング、ホワイトリボンタイヤ、ステレオラジオ、ビニルトップとエアコンなど）が多く設定された。
そして1966年から1969年までは、シボレー・カプリスなどの対抗として、さらなる上質な上級バージョン"VIP"が販売された。
これらのモデルは、オプションで当時の豪華装備であったオートマチックトランスミッション、エアコン、パワーウインドーが選択できると共に、追加で車輪カバー、ビニルトップ、ウォールナットダッシュボードとドアパネル装飾のある豪奢に装飾されたインパネ、カーペット、遮音材、豪華な車内照明がオーダーできた。

## 4代目（1969年-1974年）
1969年にフューリーは4代目へと移行する。
プラットフォームは先代から引き継いでいるがホイールベースが拡大（119inchから120inch）され、バリエーションはフューリーI、同II、同III、スポーツ・フューリー、VIPの5種類がラインナップされた。
標準エンジンは230hpを発生するV8OHV（318CI）で、オプションとして直6、V8OHV（383CI）が選択できた。
1970年、フラッグシップモデルのVIPがラインナップ落ちし、新たに2ドアモデルにグラン・クーペが追加された。しかしグラン･クーペは1971年にフューリー・カスタムへと変化した。また、この年を最後にコンバーチブルはラインナップから消滅している。
またスポーツ・フューリーには、保守的なフューリーにスポーティなイメージを与えるため、2台の新しいハードトップクーペ、"S-23"と"GT"が加えられた。
1970年-1971年のスポーツ・フューリーGTモデルは、エンジンで440CI、6パック・キャブレターをオプションで装備することができた。それは3機の2バレルのキャブレターから成った。
フューリーの1969年型～1974年型は毎年外見をモデルチェンジしており、毎年ごとに違うフェイスが与えられていた。
その最終形態が1974年型であり、1969年型～1973年型に比べるとボディパネルが大幅に変更されているのがわかる。
なお、1975年からフューリーはフルサイズからインターミディエイトサイズに小型化したため、この1974年型をベースにした"グランフューリー"が派生することとなる。

## 5代目（1975年-1978年）
1975年にフューリーは5代目へ移行した。
1972年に発生した世界的なオイルショックの影響からプリムスで売れ筋であったフューリーはそれまでのラインナップが見直され、本モデルからインターミディエイトと呼ばれる中型モデルのプリムス・サテライトをベースとし、サテライトの後継を担うことになった。ボディの小型に合わせエンジンラインナップも見直されている。
また、本モデルからフューリーが中型へと移行したことにより、プリムス内でのフルサイズモデルは1974年型のフューリーをベースとし新たに派生したプリムス・グランフューリーがその役目を担うことになった。
先代では多岐にわたったバリエーションは、カスタム、スポーツ、サバーバン(ステーションワゴン)、ロードランナー(2ドア・スポーツモデル)の4種類に絞られた。
1977年にはそれまで2灯だったヘッドライトを4灯へ変更するフェイスリフトが行われた。
この1975年型～1978年型は、前モデル同様パトカーなどのフリートセールスが好調で、全米にて大量に販売されていた。
なお、ロードランナーはフューリーのクーペモデルのオプションとして提供されたが、1975年のみで廃止され、その後はプリムス・ヴォラーレをベースとすることになった。

## 登場作品

### 映画
『クリスティーン』
1958年型のプリムス・フューリーが登場する。

### 小説
『クリスティーン』
1958年型のプリムス・フューリーが登場する。